# Peter New
Peter New (* 30. října 1971 Vancouver) je kanadský herec, hlasový herec a scenárista, nejvíce známý svým hlasem propůjčeným animované postavě Big McIntoshe ve filmu Můj malý Pony: Přátelství je magické a také postavě Sunila Nevla v seriálu Pet šhopáci.
V roce 2002 získal cenu Leo Awards pro nejlepšího scenáristu za 112 epizodu televizního seriálu Point Blank. V roce 2007 jeho scénář „The Bar“ vyhrál první ročník soutěže Short Shot Shorts Film Contest. Jeho krátký film Woodman byl v roce 2017 nominován na LA Shorts Fest.